# Sophienstädt
Sophienstädt ist ein Ortsteil der Gemeinde Marienwerder im Landkreis Barnim in Brandenburg. Sophienstädt fusionierte am 1. Mai 2001 mit dem benachbarten Marienwerder zu der heutigen Gemeinde und war vorher eigenständig. Der Ort gehört dem Amt Biesenthal-Barnim an.

## Lage
Sophienstädt liegt im Naturpark Barnim, 14 Kilometer Luftlinie westlich der Kreisstadt Eberswalde und sieben Kilometer nordwestlich von Biesenthal. Das Gemeindegebiet von Sophienstädt umfasste bei ihrer Auflösung 2001 nur 77 Hektar, womit das Dorf zu den flächenkleinsten Gemeinden in Deutschland zählte. Nördlich von Sophienstädt liegt das Naturschutzgebiet Finowtal-Pregnitzfließ. Im Norden grenzt Sophienstädt an den Eiserbudersee und im Südwesten an den Mittelprendensee. Auf der Gemarkung selbst liegen das Pregnitzfließ, über das der Eiserbudersee und der Mittelprendensee verbunden sind, und die beiden Gräben Eiserlaake und Papenlaake.
Die Gemarkung von Sophienstädt grenzt im Norden an den Ortsteil Marienwerder, im Osten und Süden an die Gemarkung der Stadt Biesenthal, im Westen an den zu Wandlitz gehörenden Ortsteil Prenden sowie im Nordwesten an Ruhlsdorf. Durch Sophienstädt führt die Landesstraße 294 (Ruhlsdorf–Biesenthal), etwa zwei Kilometer südöstlich befindet sich die Bundesautobahn 11. Deren nächstgelegene Anschlussstelle Lanke ist etwa zehn Kilometer entfernt.

## Geschichte
Sophienstädt entstand um 1700 als Vorwerk von Ruhlsdorf und wurde in den Jahren 1736 und 1754 unter dem damaligen Besitzer Franz Wilhelm von Happe als Kolonie erweitert. Der Name wurde erstmals 1773 als Sophiensteed erwähnt. Nach wem die Siedlung benannt wurde, ist nicht sicher bekannt. Sophienstädt gehörte damals zum Niederbarnimschen Kreis, aus dem im Jahr 1817 der Landkreis Niederbarnim gebildet wurde. 1824 wurde Sophienstädt durch einen Ortsbrand zerstört.
Bei der DDR-Kreisreform 1952 wurde der Landkreis Niederbarnim aufgelöst und Sophienstädt in den Kreis Eberswalde eingegliedert. Nach der Wende sowie der brandenburgischen Kreisreform 1993 gehörte Sophienstädt zum Amt Groß Schönebeck (Schorfheide) im Landkreis Barnim. Am 1. Mai 2001 wurde Sophienstädt nach Marienwerder eingemeindet. Das Amt Groß Schönebeck wurde 2003 aufgelöst, seitdem gehört Sophienstädt zum Amt Biesenthal-Barnim.

## Sehenswürdigkeiten
Die evangelische Dorfkirche Sophienstädt wurde 1913 von Georg Büttner im Stil des 13. Jahrhunderts errichtet. Die Kirche ist ein kleiner Saalbau aus Backstein mit Westturm und schiffsbreiter Apsis. In den Schiffswänden hat die Kirche Rundbogenfenster, der Turm hat einen blendengegiebelten Aufsatz. Der Innenraum sowie die Ausstattung orientieren sich am Stil des 18. Jahrhunderts.

## Einwohnerentwicklung
| Jahr | Einwohner |
| ---- | --------- |
| 1875 | 458       |
| 1890 | 440       |
| 1925 | 319       |

| Jahr | Einwohner |
| ---- | --------- |
| 1933 | 339       |
| 1939 | 350       |
| 1946 | 348       |

| Jahr | Einwohner |
| ---- | --------- |
| 1950 | 362       |
| 1964 | 348       |
| 1971 | 328       |

| Jahr | Einwohner |
| ---- | --------- |
| 1981 | 253       |
| 1989 | 211       |
| 1995 | 230       |

| Jahr | Einwohner |
| ---- | --------- |
| 2000 | 281       |

Gebietsstand des jeweiligen Jahres